# Roman Bohnen
Roman Bohnen, född 24 november 1901 i Saint Paul, Minnesota, död 24 februari 1949 i Hollywood, Kalifornien, var en amerikansk skådespelare.
Under 1930-talet medverkade han i många teateruppsättningar på Broadway. Från 1937 var han filmskådespelare i Hollywood där han fram till 1949 gjorde över 40 filmroller, oftast biroller. 1941 bildade han tillsammans med bland andra Lloyd Bridges och Jules Dassin Actors' Laboratory Theatre i Hollywood, vilket var både en teater och teaterskola. Bohnen avled mitt under en pågående teaterföreställning vid Actors' Laboratory Theatre 1949.

## Filmografi, urval
- 1939 – Möss och människor
- 1941 – Folket utan fosterland
- 1942 – Mordet på centralen
- 1943 – Frihetskämpar
- 1943 – Sången om Bernadette
- 1944 – Blott den som längtan känt...
- 1946 – Två år för om masten
- 1946 – De bästa åren
- 1946 – Fallet Martha Ivers
- 1947 – Med våldets rätt
- 1948 – Natten har tusen ögon
- 1948 – Triumfbågen
- 1949 – Det gäller livet